# Francisca Sandoval
Pour les articles homonymes, voir Sandoval.
 (mai 2024).
Le contenu est difficilement compréhensible vu les erreurs de traduction, qui sont peut-être dues à l'utilisation d'un logiciel de traduction automatique.
Francisca Sandoval, née à Santiago le 22 août 1991 et morte le 12 mai 2022, était une journaliste du média chilien Señal 3 La Victoria.
Elle est blessée par un tir à la tête le 1er mai 2022, alors qu'elle couvrait la manifestation pour la « Journée internationale des travailleurs ». Son assassinat heurte le Chili : elle est la première journaliste assassinée depuis le retour de la démocratie. Sa mort a suscité une crise politique dans les communes du Quartier Meiggs et Gare Centrale à Santiago.
L'affaire Francisca Sandoval est toujours ouverte. Le principal suspect de son assassinat, Marcelo Oranger, est en détention provisoire dans l'attente de son jugement. Au début considéré comme une tentative de meurtre, le chef d'accusation a été requalifié en homicide après la mort de la journaliste, le 12 mai 2022.

## Contexte
La manifestation pour la « Journée internationale des travailleurs » a occasionnée des affrontements entre manifestants et vendeurs de rue, lesquels ont fait usage d'armes à feu. D'après certains médias, l'affrontement aurait débuté quand des manifestants aient pillé les marchands ambulants.
Le quartier Meiggs connaît des problèmes de sécurité : un groupe criminel organisé aurait pris le contrôle de lieux et activités commerciales. Un des leaders du groupe est arrêté en mars 2022 après l'assassinat d'un marchand ambulant du quartier.

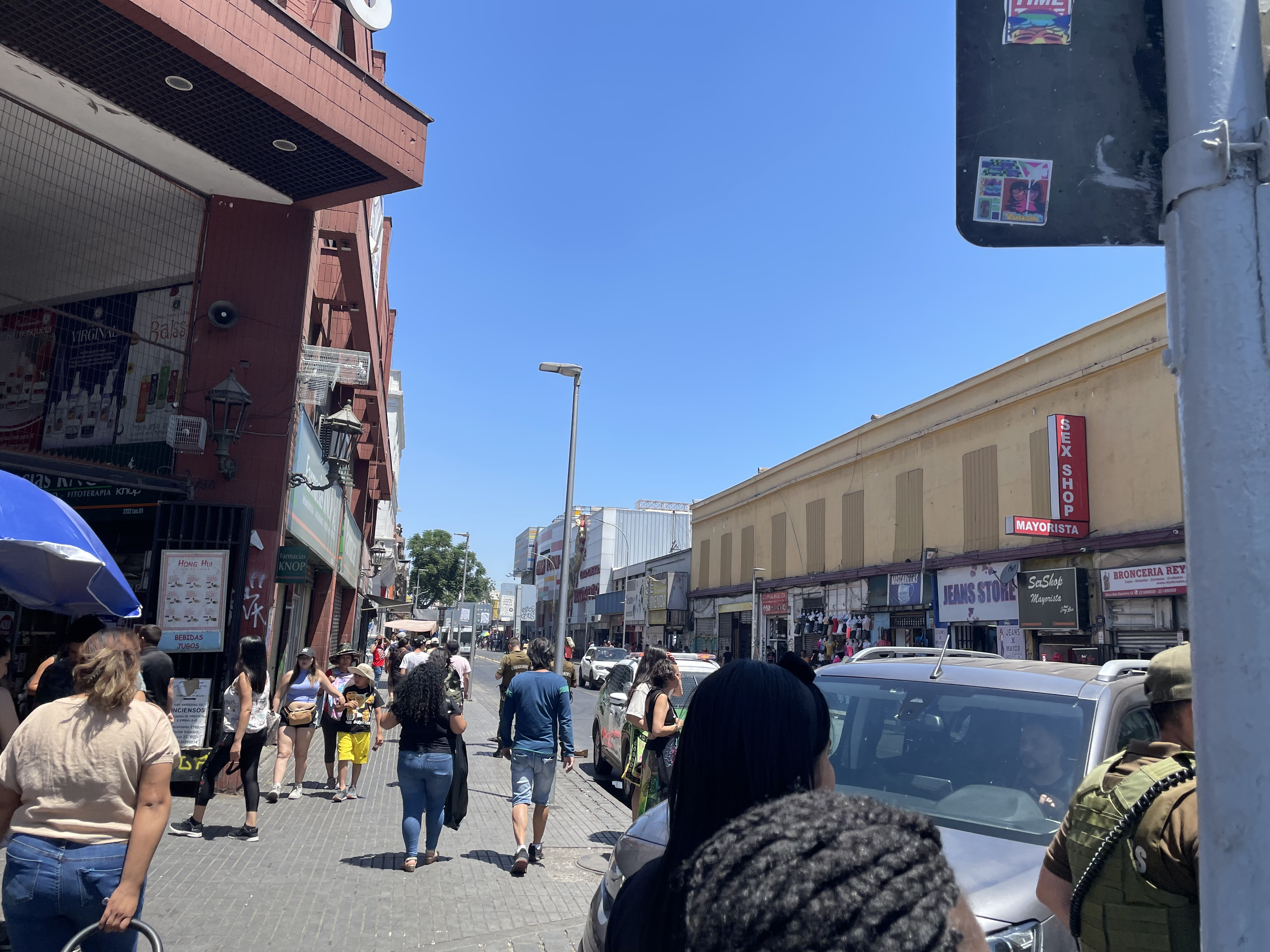
Rue Bascuñán Guerrero dans le quartier Meiggs

Contre ce groupe criminel, le Gouvernement du Chili et la Municipalité de Santiago ont mené des opérations policières pour stopper les activités des marchands aux auvents bleus, affiliés à ce groupe criminel. L'opération semble avoir été un succès pendant quelque temps ; puis, le groupe a repris ces activités. Certains marchands aux auvents bleus (signe de l'appartenance à ce groupe criminel) sont réapparus la veille de la célébration de Halloween en 2022.

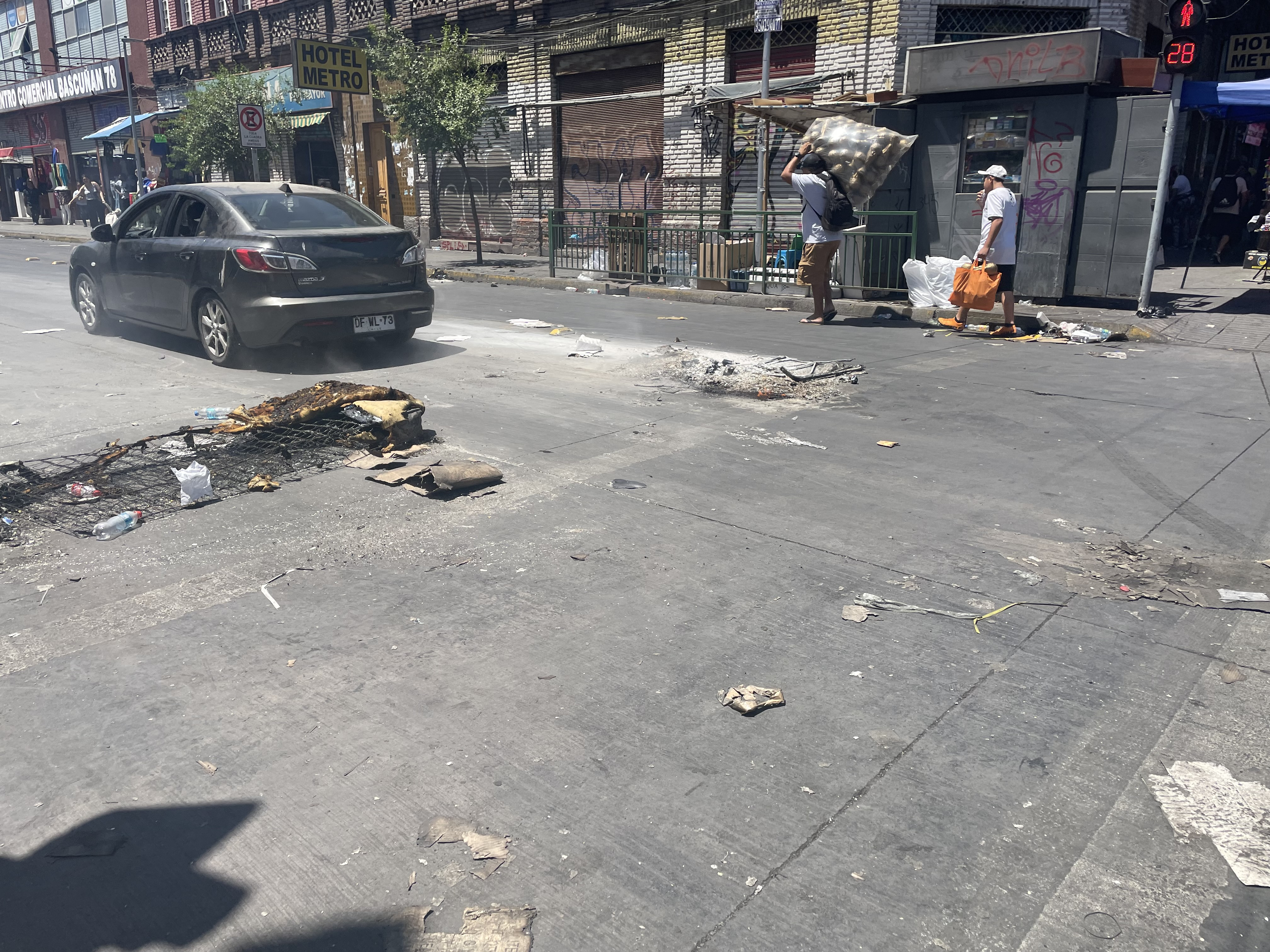
Barricade contre l'expulsion des marchands auvents bleus

## Les évènements
Francisca Sandoval est atteinte à la tête en marge de la manifestation. Elle est emmenée en urgence à l'Hôpital de la Posta Central. Deux autres journalistes, Roberto Caro, du site Piensa Prensa et Fabiola Moreno, journaliste de Radio 7 de Puente Alto, sont également blessés par balles 
Les carabiniers annoncent que deux personnes suspectées d'avoir tiré les coups de feu, de nationalité colombienne et vénézuélienne, ont été arrêtées et emmenées au troisième commissariat de Santiago.
Au total, 11 personnes ont été vues en train de faire usage d’armes à feu contre les manifestants.
Dans la nuit du 1 mai, le président du Chili, Gabriel Boric, est interviewé par la Télévision Nationale et il délivre un message de soutien à la famille de Francisca Sandoval, en affirmant que le gouvernement fera tout ce qui est nécessaire pour justice soit faite.
Le 2 mai, l'hôpital communique un rapport médical : il indique que l'état de santé des deux autres  personnes blessées s'est amélioré mais que Francisca Sandoval se trouve dans un état critique. Dans la matinée, les deux suspects de la fusillade sont assignés à résidence.
Dans la nuit du 2 mai, le principal suspect est arrêté par la police judiciaire de la commune de Pedro Aguirre Cerda.
Le 3 mai, le Président Gabriel Boric rend visite à Francisca Sandoval à l'hôpital de la Posta Centrale et s'entretient avec la famille.
Le 7 mai, des manifestations spontanées s'organisent sur la place Baquedano et à proximité de l'hôpital de la Posta Centrale, en soutien à la journaliste et pour réclamer justice. Le 12 mai, la chaîne de télévision Canal 3 la Victoria annonce le décès de la journaliste, à l'hôpital.
Avec la mort de Francisca Sandoval, le principal suspect est désormais suspecté de d'homicide d'involontaire et demeure en détention provisoire, dans l'attente de son procès.

## La victime
Jusqu'à sa mort, sans avoir fait d'étude de journalisme, Francisca Sandoval a travaillé comme reporter pour le média communal Signal 3 de la Victoria, un média indépendant situé dans la commune de Pedro Aguirre Cerda et fondé en 1997.
Elle a terminé ses études secondaires en 2009, puis a étudié la psychologie à l'Université d'Arcis en 2011. Pendant ses études universitaires, elle participe activement aux manifestations, aux pots communaux et aux assemblées locales.
Le 28 novembre 2012, elle manifeste contre la loi sur la pêche devant l'ancien Congrès national ; elle est renversée par un motocycliste de la police et est transférée dans un centre d'assistance.
Le coupable de l'accident, le lieutenant Nicolás Martin, avait renversé 3 autres personnes ; il est condamné à 41 jours de prison, qu'il a purgé en liberté. Sandoval a exprimé son sentiment de ne pas se sentir protégée par les carabiniers, et précise que l'accident qu'elle a subi était intentionnel.

## Impact de sa mort dans le classement de la liberté de presse
Francisca Sandoval est devenue la première journaliste assassinée depuis le retour de la démocratie. À la suite de son décès, le Chili a chuté dans le classement de la liberté de la presse établi par l'Association  de la presse interaméricaine. Par ailleurs, dans le classement mondial 2022 de Reporters sans frontières, le Chili a perdu 28 places et se classe 82e en termes de liberté de la presse.
José Carrasco Tapia (1943–1986) était le dernier journaliste assassiné au Chili, il faisait partie de la liste des 36 journalistes assassinés et disparus sous la dictature d'Augusto Pinochet.

## Réactions
Le décès de Francisca a entraîné des réactions de personnalités publiques : la médecin et ancienne ministre de l'Intérieur, Izkia Siches, la porte-parole du gouvernement, Camila Vallejo et l'avocate Antonia Urrejola.
La lauréate du Prix national de journalisme, Mónica González, a présenté ses condoléances ainsi qu'un message de réflexion sur le journalisme au Chili, affirmant que : « Lorsque des journalistes sont tués, c'est la démocratie qui meurt. » Elle souligne que ce qui est arrivé à la journaliste constituait une étape importante dans l'histoire du journalisme au Chili.
Le Collège des Journalistes du Chili s'est déclaré en deuil et a annoncé l'élaboration d'une loi pour protéger les journalistes et les personnes travaillant dans le secteur des médias.
Le 18 mai 2022, l'UNESCO publie un communiqué de presse demandant une enquête sur la mort de la journaliste Francisca Sandoval au Chili. La directrice générale de l'UNESCO, Audrey Azoulay déclare : 
« Je déplore la mort de Francisca Sandoval. Il est à la fois légitime et nécessaire pour les journalistes de rendre compte des événements, y compris les manifestions, et il incombe aux autorités de les protéger. Les auteurs du meurtre de Francisca Sandoval doivent être traduits en justice. »
Le lendemain de son décès, des échauffourées avec les forces de l'ordre ont éclaté après un rassemblement d'hommage.

## Le principal suspect
Le meurtrier présumé de Francisca Sandoval est Marcelo Naranjo Naranjo, né en 1980, marchand ambulant du quartier de Meiggs, connu dans le monde criminel sous le surnom de el tab. Ce n'est pas la première fois qu'il comparaît devant la justice. Il a été condamné à 4 ans de prison pour trafic de stupéfiants, et est sorti de prison en 2019. Il a un casier judiciaire pour port d'armes et pour vol.
Il est père de deux enfants. Pendant son enfance, il accompagnait sa mère, elle travaillait comme marchande ambulante à la Gare Centrale. À l’âge de 13 ans, il abandonne ses études et tombe dans la délinquance et la consommation de drogue.